# Маджумдар, Самареш
Самареш Маджумдар (бенг. সমরেশ মজুমদার; 10 марта 1942, Гаирката, Британская Индия — 8 мая 2023, Калькутта) — бенгальский писатель

 из Индии. Известен серией романов, в которой рассказывается история трёх поколений семьи на фоне движения наксалитов в Западной Бенгалии, а также книгами о юном детективе Арджуне, которые были популярны у подростков.

## Биография
Родился 10 марта 1944 года в городке Гаирката округа Джалпайгури в Бенгалии. Его детство прошло в регионе Дуары. Местная природа и многочисленные чайные плантации впоследствии описывались во многих его романах. Получив начальное образование в средней школе Джалпайгури, в 1960-х годах Самареш переехал в Калькутту, где получил степень бакалавра в Шотландском церковном колледже, а затем окончил магистратуру Калькуттского университета.
Учась в колледже, Маджумдар вместе со своими друзьями сформировал театральную группу и поставил несколько пьес, написанных известными драматургами того времени. В 1967 году, взявшись за работу над собственной пьесой, он в итоге написал рассказ «Antaratma», который они с друзьями решили отправить в Desh, один из самых уважаемых литературных журналов Бенгалии. После того, как его первая работа была опубликована, в течение следующих восьми лет журнал опубликовал ещё 24 его рассказа.
Посещение ипподрома в начале 1970-х вдохновило его на написание романа «Dour» (бенг. দৌড়, досл.: «Гонка»), который также был опубликован в Desh в 1975 году и сразу принёс ему признание. Между 1979 и 1985 годами писатель создал трилогию из романов «Uttoradhikar», «Kalbela» и «Kalpurush», главный герой которых, так же как и автор, выросший в Дуарах, приезжает в Калькутту ради учёбы колледже в то время, когда в Бенгалии набирает силу движение наксалитов. За второй из романов («Kalbela») в 1984 году Маджумдар получил премию Литературной академии Индии. Роман имел большую популярность в Бенгалии, и было продано более ста тысяч его копий.
В 1987 году Маджумдар оставил работу в департаменте подоходного налога и полностью сосредоточился на писательстве. В том же году он выступил в качестве продюсера мыльной оперы Tero Parbon, снятой по его же роману. В 1990-е годы Маджумдар опубликовал серию книг об Арджуне, молодом детективе-авантюристе из Джалпайгури, который начал работать помощником офицера полиции Амаля Шоме и постепенно взрослел по мере развития сюжета. В 2013 году писатель дополнил трилогию о движении наксалитов романом «Mousalkal», показавшим новые изменения в политике Западной Бенгалии. Действие его последнего романа «Unki», изданного в 2020-х годах, также происходит в родных местах автора, а чайный сад становится одним из самых важных персонажей истории.
Рассказы и романы Маджумдара регулярно адаптировались для кино и телевидения. Режиссёр Гаутам Гхош экранизировал самый популярный роман писателя Kaalbela в 2009 году. В 2013 году вышел фильм Arjun: Kalimpong E Sitaharan, главным героем которого был молодой сыщик Арджун. Годом позже Анируддха Рой Чоудхури снял триллер Buno Haansh по мотивам другого популярного романа Маджумдара, об амбициозном молодом человеке, который пытался эмигрировать в Таиланд. Роман писателя «Saatkahon» также дважды адаптировался на телевидении.
За свою литературную деятельность Маджумдар был удостоен таких наград, как Ананда пураскар в 1982 году, Банким пураскар за роман «Kolikataye Nobokumar» в 2009 году и Банга бибхушан от правительства Западной Бенгалии в 2018 году.
Писатель скончался 8 мая 2023 года в частной больнице Калькутты после продолжительной болезни.